# Ohlsteinbruch bei Steinau an der Straße
Ohlsteinbruch bei Steinau an der Straße este o arie protejată (arie specială de conservare — SAC, sit de importanță comunitară — SCI) din Germania întinsă pe o suprafață de 25,43 ha, integral pe uscat.

## Localizare
Centrul sitului Ohlsteinbruch bei Steinau an der Straße este situat la coordonatele 50°20′17″N 9°28′46″E / 50.3381°N 9.4794°E.

## Înființare
Situl Ohlsteinbruch bei Steinau an der Straße a fost declarat sit de importanță comunitară în iulie 2001 pentru a proteja 5 specii de animale. Situl a fost protejat și ca arie specială de conservare în martie 2008.

## Biodiversitate
Situată în ecoregiunea continentală, aria protejată conține 4 habitate naturale: Formațiuni de Juniperus communis pe lande sau pajiști calcaroase, Formațiuni ierboase bogate în specii de Nardus, dezvoltate pe substraturi silicioase în zone montane (și în zone submontane, în Europa continentală), Pante stâncoase silicioase cu vegetație casmofită, Păduri de fag Asperulo-Fagetum.
La baza desemnării sitului se află mai multe specii protejate de  păsări (5): pescăruș albastru (Alcedo atthis), ciocănitoare neagră (Dryocopus martius), sfrâncioc roșiatic (Lanius collurio), gaia roșie (Milvus milvus), ciocănitoare verzuie (Picus canus).
Pe lângă speciile protejate, pe teritoriul sitului au mai fost identificate 1 specie de plante.